# 座間入谷
座間入谷（ざまいりや）は、神奈川県座間市の大字。丁番を持たない単独町名で、郵便番号は252-0000。当地域の世帯数および人口は非公表。

## 地理
座間市北西部、相模川中流左岸の沖積低地に位置する。座間入谷の最後の小字飛地であったひばりが丘が1977年11月1日に分離してから2024年11月29日現在の領域は相模川河川敷の数箇所の小区画のみで、大半が多目的広場として整備されているほか、一部に畑も見られる。
北から東にかけて座間、南で新田宿と接し、西は相模川を挟んで厚木市関口と向かいあっている（特記ないものは座間市）。

## 歴史
1977年11月1日、座間入谷の最後の小字飛地であったひばりが丘が分離するまで、座間市北部から東部にかけての広い範囲に広がっていたが、昭和30年代頃から地番整理が行われ、大半が新しい町丁や大字として分離している。

### 大字小字・飛地の整理に関して追記
日産自動車座間事業所内第二・第三地区は、行政地名として「座間入谷」「栗原」の大字が実存している。日産自動車座間事業所は事業所登録所在地を「座間市広野台二丁目10番1号」としているが、すでにその住居表示の土地は、イオンモール座間・物流センターほかに売却されている。日産神奈川販売株式会社カレスト座間店の所在地は座間市広野台二丁目10番3号となっている。

### 地名の由来
座間入谷村として分村する以前の座間村入谷ノ組から。名主の居住地の字「入谷」に由来。
この地と座間市座間1・2丁目を合わせた地域が、本来の「座間」「座間村」であり、鈴鹿明神社付近の鈴鹿・長宿地区が「座間発祥の地」である。寛文年間に江戸幕府の命により、座間入谷村と座間宿村（座間市座間1・2丁目）に分村した。

### 沿革
- 江戸時代
  - 寛文年間 - 江戸幕府の命により、高座郡座間村が座間入谷村と座間宿村に分村。
  - 1633年（寛永10年） - 武蔵国忍藩領。
  - 1697年（元禄10年） - 旗本酒井氏知行。
  - 幕末 - 旗本酒井氏知行・幕府領。
- 1868年（明治元年） - 座間入谷村[5]、神奈川府を経て神奈川県に所属。
- 1889年（明治22年）4月1日 - 町村制施行により、高座郡座間村大字座間入谷となる。
- 1937年（昭和12年）12月20日 - 座間村が町制施行し、高座郡座間町となる。
- 1941年（昭和16年）4月29日 - 座間町が上溝町・相原村・麻溝村・新磯村・大沢村・大野村・田名村と合併、高座郡相模原町となる。
- 1948年（昭和23年）9月1日 - 高座郡相模原町から座間町が再度分離する。
- 1953年（昭和28年） - 大字座間新戸を編入[注釈 2]。
- 1959年（昭和34年）9月22日 - 一部が立野台として分離[注釈 3]。
- 1960年（昭和35年）7月5日 - 一部が相武台[注釈 4]として分離。
- 1962年（昭和37年）10月1日 - 一部が緑ケ丘として分離。
- 1970年（昭和45年）11月1日 - 一部が明王として分離。
- 1971年（昭和46年）11月1日 - 座間町が市制施行し、座間市となる。
- 1974年（昭和49年）11月1日 - 一部が広野台2丁目および小松原1丁目・2丁目として分離。
- 1975年（昭和50年）11月1日 - 一部が座間1丁目・2丁目として分離。
- 1976年（昭和51年）11月1日 - 一部が入谷1丁目〜5丁目[注釈 5]として分離。
- 1977年（昭和52年）11月1日 - 一部がひばりが丘として分離[注釈 6]。

## 交通
地内を通る鉄道・バス路線はない。最寄駅はJR相模線相武台下駅。

### 道路
- 神奈川県道42号藤沢座間厚木線
  - 座架依橋 - 地内を通過する区間は全て橋梁上である。

## 施設
- 相模川多目的広場
- 相模川グラウンド
- 水と緑の風広場